# گورستان اسفنجان
گورستان اسفنجان مربوط به سدهٔ ۶ تا ۸ ه.ق است و در شهرستان اسکو، بخش مرکزی، روستای اسفنجان واقع شده و این اثر در تاریخ ۱۲ بهمن ۱۳۸۱ با شمارهٔ ثبت ۷۳۷۲ به‌عنوان یکی از آثار ملی ایران به ثبت رسیده است.